# Jaafar Touqan
Jaafar Touqan, né à Jérusalem le 19 janvier 1938, est un architecte palestino-jordanien parmi les plus connus. Il est le fils du poète Ibrahim Touqan.
Jaafar Touqan a été formé à l'université de Naplouse et à l'université américaine de Beyrouth.
Il a remporté le Prix Aga Khan d'architecture 2001 pour son village d'enfants de Aqaba.
Récipiendaire de la Palestinian ART court Alhoash.

## Réalisations

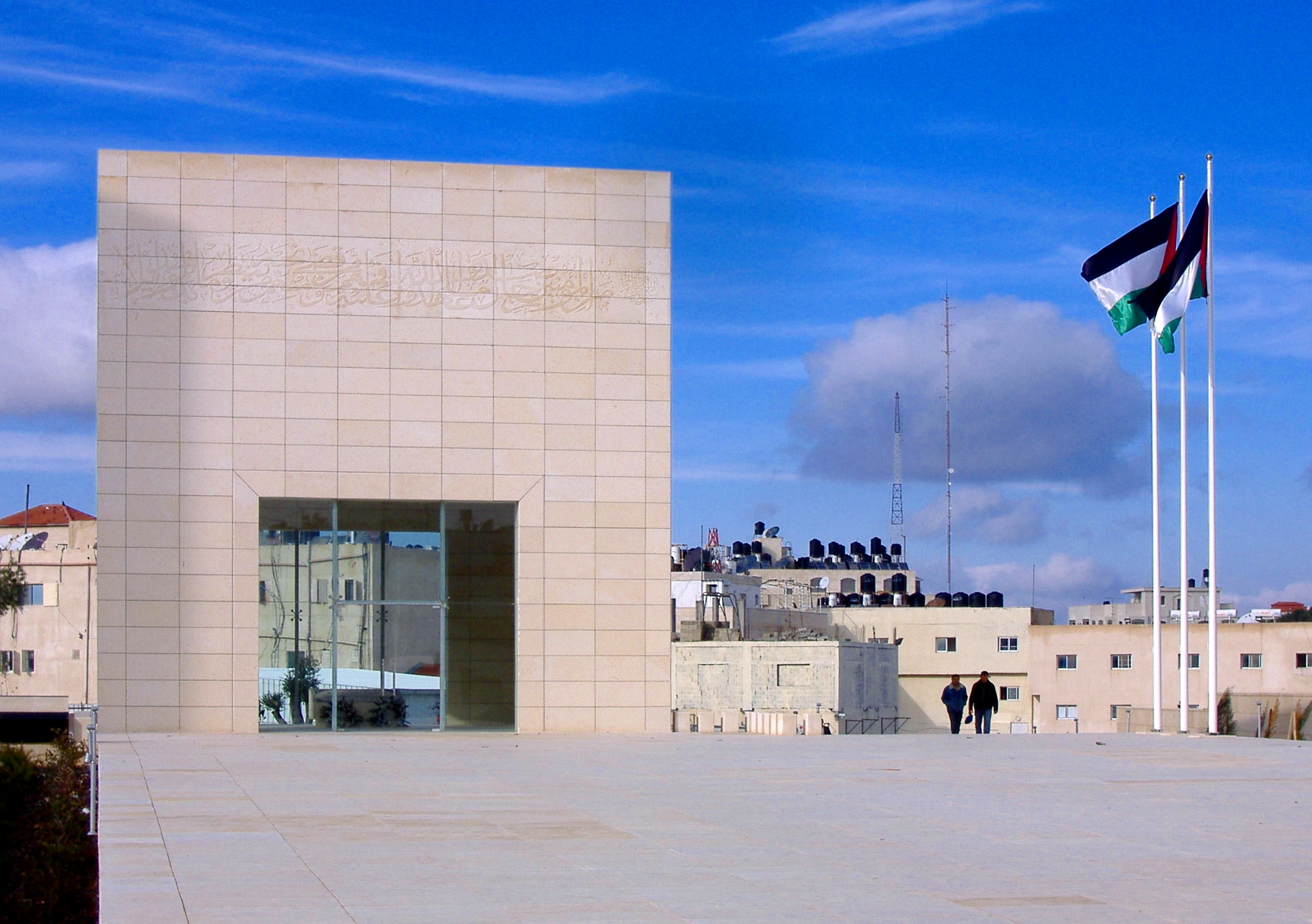
Mausolée de Yasser Arafat à Ramallah.

- Mosquée Aysha Bakkar de Beyrouth en 1970 ;
- Université jordanienne des sciences et de la technologie de Irbid, avec Kenzō Tange ;
- SOS Villages d'Enfants, Aqaba ;
- Banque de Jordanie à Amman ;
- Bâtiment Dunes Club d'Oman ;
- Tombe de Yasser Arafat, Ramallah ;
- Hôtel Marriott Resort&Spa, sur la Mer Morte.